# Ikunosuke Shirataki
Pour les articles homonymes, voir Ikunosuke.
Ikunosuke Shirataki (白滝 幾之助, Shirataki Ikunosuke) est un peintre de paysages et de fleurs, style occidental, japonais des XIXe et XXe siècles, né 17 mars 1873 dans la Préfecture de Hyōgo, mort le 25 novembre 1960.

## Biographie
C'est comme élève de Hōsui Yamamoto et de Kuroda Seiki, que Shirataki Ikunosuke fait son apprentissage de la peinture.
Il est aussi élève de l'École des beaux-arts de Tokyo, d'où il sort diplômé en 1898 et rejoint le Hakubakai (Cercle du Cheval Blanc). Entre 1904 et 1910, il voyage en Europe et aux États-Unis.
Il participe à des expositions officielles japonaises et internationales, notamment :
en 1900, au Salon des artistes français à Paris, pour l'Exposition universelle,
en 1921, il reçoit de l'Académie des Beaux-Arts Japonaise, le Prix Impérial.
Il est considéré comme un des précurseurs de l'introduction de l'art occidental au Japon.
Il reçoit le Prix de l'Académie japonaise des arts en 1952 pour service rendu à la société de yō-ga.